# Hebreos 1
Hebreos 1 es el primer capítulo de la Epístola a los Hebreos en el Nuevo Testamento de la Biblia cristiana. El autor es anónimo, aunque la referencia interna a «nuestro hermano Timoteo» (Hebreos 13:23) estableció una atribución tradicional a Pablo, pero esta atribución ha sido disputada desde el siglo II y no hay evidencia decisiva sobre la autoría. Este capítulo contiene la introducción («exordio») sobre la revelación final de Dios («palabra») a través de su hijo y cómo el hijo es superior a los ángeles.

## Texto
El texto original fue escrito en griego koiné. Este capítulo está dividido en 14 versículos.

### Testigos textuales

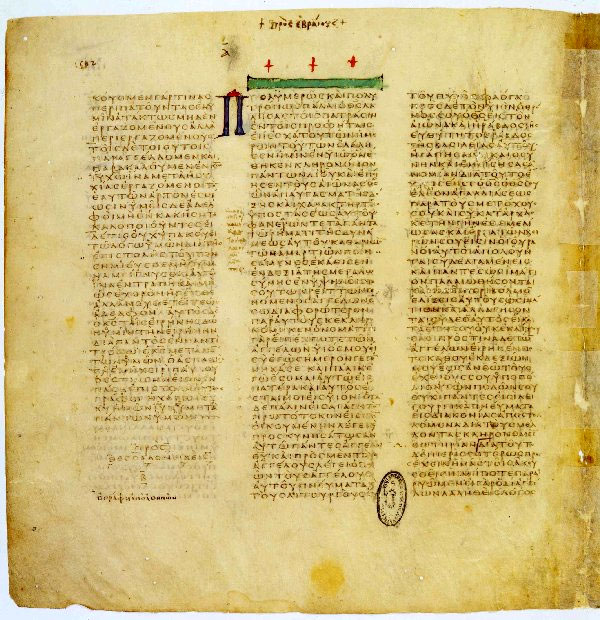
2 Tesalonicenses 3:11-18 y Hebreos 1:1-2:2 en el Codex Vaticanus (325-350 d. C.).

Algunos de los manuscritos que contienen este capítulo o extractos de él son:
- Papiro 46 (175-225 d. C.)[4]
- Papiro 114 (~250 d. C.).
- Papiro 12 (~285 d. C.; versículo 1 conservado).[4]
- Codex Vaticanus (325-350 d. C.).
- Codex Sinaiticus (330-360 d. C.).
- Codex Alexandrinus (~400-440 d. C.).
- Codex Freerianus (~450 d. C.; versículos 1-3, 9-12 conservados).
- Codex Claromontanus (~550 d. C.).
- Codex Coislinianus (~550 d. C.; versículos 3-8 conservados).
- Uncial 0121b (siglo X).